# أبو نيتولة (قرية)
أبو نيتولة هي قرية تبعد عن عين عيسى حوالي 15 كم إلى الشمال الغربي، وتبعد حوالي 2كم عن الطريق السريع حلب-الحسكة وهي قرية يوجد فيها حوالي 30 منزل تعتمد على الزراعة البعلية وبالدرجة الثانية على رعي الماشية. يوجد فيها جمعية فلاحية باسم جمعية أبو نيتولة الفلاحية، ومدرسة حديثة ومسجد ومركز أو برج للهاتف.